# Сафет Павловић
Сафет Павловић (Медвеђица код Жагубице, 18. јун 1965) српски је политичар.
Основну школу је завршио у Крепољину а средњу економску школу, смер финансијски техничар завршио је у Пожаревцу 1984 године.
Студирао је на Факултету за менаџмент у Зајечару (2003—2007), смер банкарство, финансије и берзански менаџмент. По занимању је дипломирани економиста.
Политички је активан од 2008. године. Био је активан на изборима за Национални савет влашке националне мањине. Члан је Српске напредне странке од 2015. године. 
Председник је општине Жагубица од 2013. године.